# George Muthaka
George Muthaka OFMCap (* 28. Dezember 1974 in Ruiru, Kiambu County) ist ein kenianischer Ordensgeistlicher und römisch-katholischer Bischof von Garissa.

## Leben
George Muthaka trat der Ordensgemeinschaft der Kapuziner bei, studierte von 1996 bis 1999 Philosophie in Sambia am St. Bonaventure University College in Lusaka und von 1999 bia 2003 Theologie am Tangaza University College in Nairobi. Er legte am 31. August 2002 die ewige Profess ab und empfing am 28. Juni 2003 durch den Weihbischof in Nairobi, David Kamau Ng’ang’a, das Sakrament der Priesterweihe.
Bis 2007 war er im Bistum Malindi in der Pfarrseelsorge tätig. Gleichzeitig war er Diözesandirektor für Gerechtigkeit und Frieden sowie für die Caritas. Von 2007 bis 2009 war er Guardian des Kapuzinerkonvents in Nairobi und Leiter des dortigen Seelsorgekomplexes. Anschließend war er bis 2015 für zwei Amtszeiten Vizeprovinzial seiner Ordensprovinz. Von 2015 bis 2017 studierte er in den Vereinigten Staaten, wo er einen Mastergrad in kirchlicher Verwaltung an der Villanova University und einen weiteren Mastergrad in Psychologie an der Divine Mercy University im Arlington County erwarb. Nach seiner Rückkehr in die Heimat war er im Bistum Garissa tätig. Hier war er seither Generalvikar, Dompfarrer an der Kathedrale und Leiter der Finanzverwaltung. Außerdem war er Leiter der Caritas und Präsident der diözesanen Kommission für den Schutz Minderjähriger.
Am 17. Februar 2022 ernannte ihn Papst Franziskus zum Bischof von Garissa. Der Apostolische Nuntius in Kenia, Erzbischof Hubertus van Megen, spendete ihm am 7. Mai desselben Jahres die Bischofsweihe. Mitkonsekratoren waren sein Amtsvorgänger Joseph Alessandro OFMCap und der Erzbischof von Mombasa, Martin Kivuva Musonde.